# Ceratosoma ingozi
Espèce
Ceratosoma ingozi est une espèce de nudibranches de la famille des Chromodorididae et du genre Ceratosoma.

## Répartition
Cette espèce est endémique des eaux profondes des côtes tempérées d'Afrique du sud. 

## Habitat
Ceratosoma ingozi s'observe dans les eaux profondes.

## Description

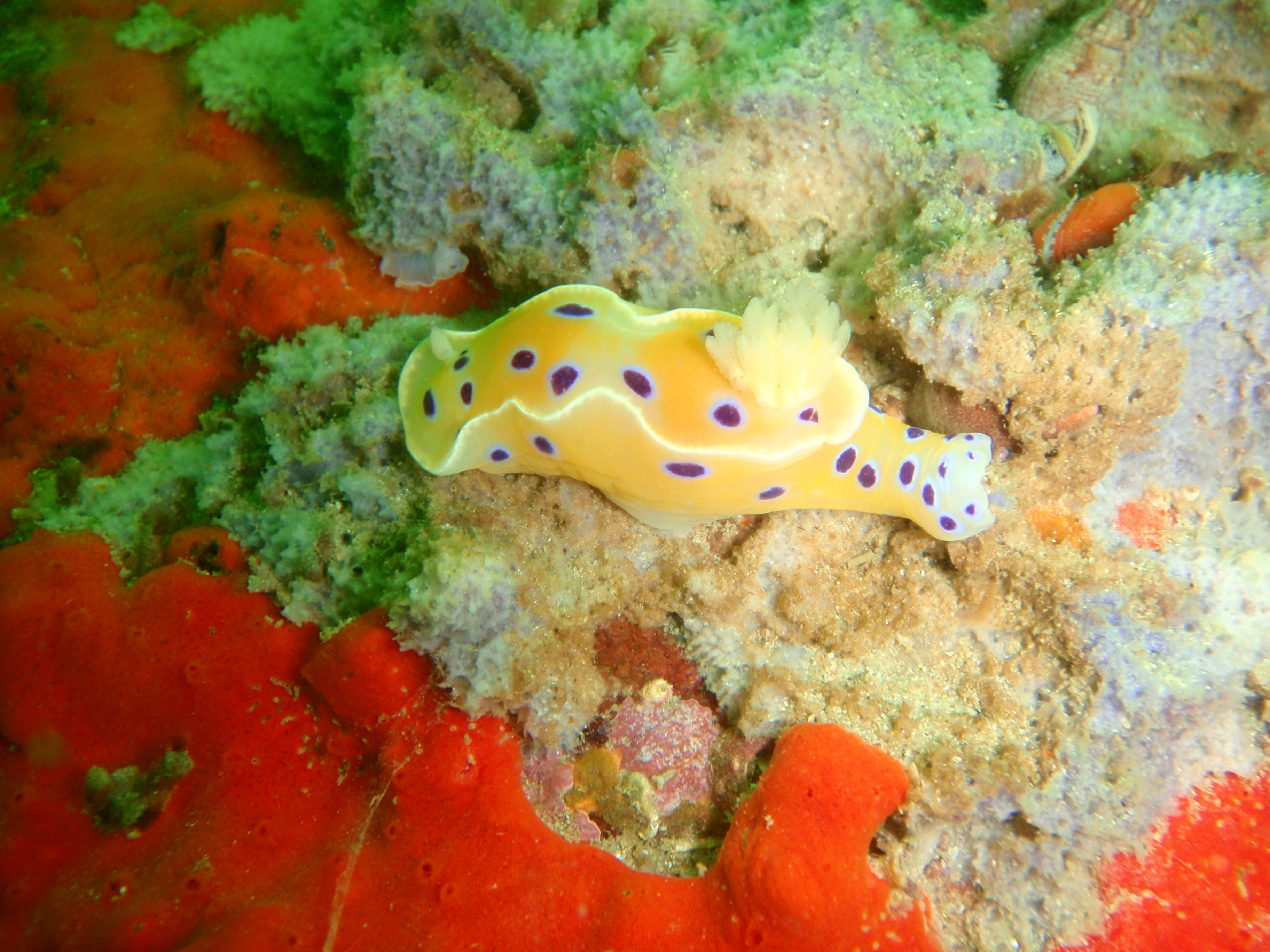
Ceratosoma ingozi

Ceratosoma ingozi peut mesurer de l'ordre de 55 mm de long.
Le corps est blanc translucide à jaune pâle avec une série de taches pourpre rougeâtre dispersées sur la surface du notum et sur les côtés du corps et du pied. Les rhinophores ont la même couleur que le corps. Les branchies sont d'un blanc translucide avec des glandes blanches opaques à la base de chaque branchie. Le corps est haut avec une crête distincte et continue sur tout le bord notal. Les glandes défensives sont également positionnées tout au long de la marge notale. Les rhinophores sont perfoliés avec 15 à 19 lamelles. Le panache branchial est composé de 15 à 18 lamelles uni-pennées et bipennées. L'entrée du conduit copulateur est située sur le côté droit du corps, à peu près au tiers de la longueur totale du corps en arrière de la tête.
Les mâchoires sont constituées de nombreux bâtonnets non divisés. La radula présente 66 rangées de dents. La dent rachidienne est vestigiale, étroite et droite. Les dents latérales internes ne présentent pas de cuspide distincte dans toutes les dents examinées. Les deuxième à huitième dents latérales ont une cuspide bien développée avec un seul petit denticule sur la face externe de la cuspide. Les dents restantes ont toutes une cuspide bien développée, mais n’ont pas de denticules. Les dents de la partie médiane de la demi-rangée sont plus allongées que celles situées plus près de la partie médiale de la radula. Les dents les plus externes sont plus courtes et n'ont également pas de denticules.
Les organes reproducteurs sont arrangés en trio typique des nudibranches doridacés. L'ampoule est mince et allongée. Elle se ramifie en un oviducte court et un canal déférent allongé. L'oviducte pénètre dans la masse de la glande femelle. La partie distale du canal déférent est prostatique, allongée et torsadée. Le canal déférent se rétrécit quelque peu et se développe à nouveau dans la partie musculaire, composée d'un seul pli. La partie proximale du canal déférent débouche dans un court sac pénien qui s'ouvre à proximité du vagin. Le vagin est allongé et ondulé. Près de son extrémité distale, il est rejoint par le canal utérin, dont l'extrémité courte pénètre dans la masse de la glande femelle. L’extrémité distale du vagin rejoint la jonction de la bourse sphérique copulatrice et du réceptacle séminal allongé et pyriforme. La masse des glandes femelles comprend trois parties principales: l'albumen, les membranes et les glandes muqueuses. La glande muqueuse est la plus grande partie. Une glande vestibulaire massive contenant de nombreux tubules est située près de la surface de la masse de la glande femelle à côté du vagin et de l'ouverture de la masse glandulaire femelle.

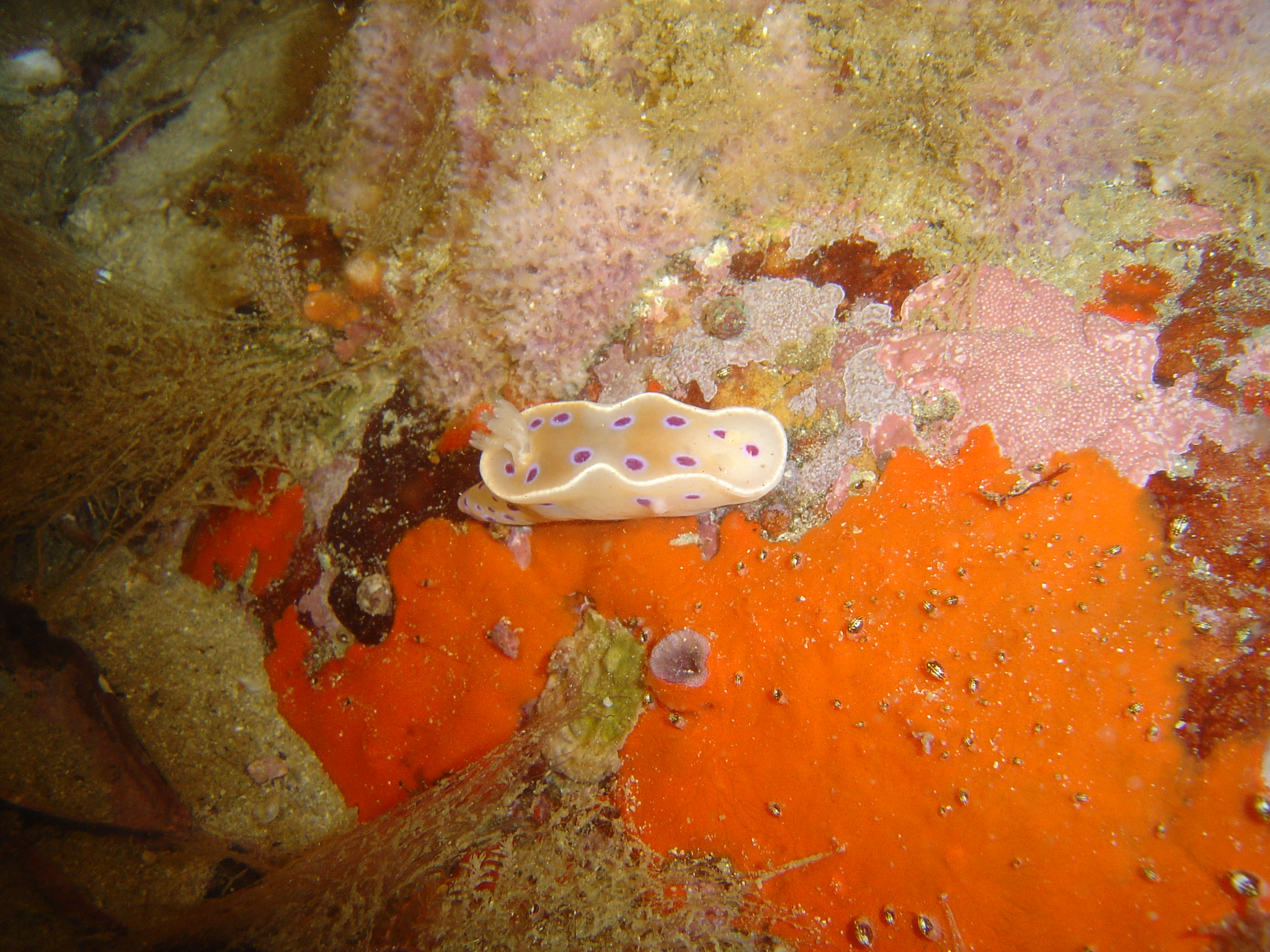
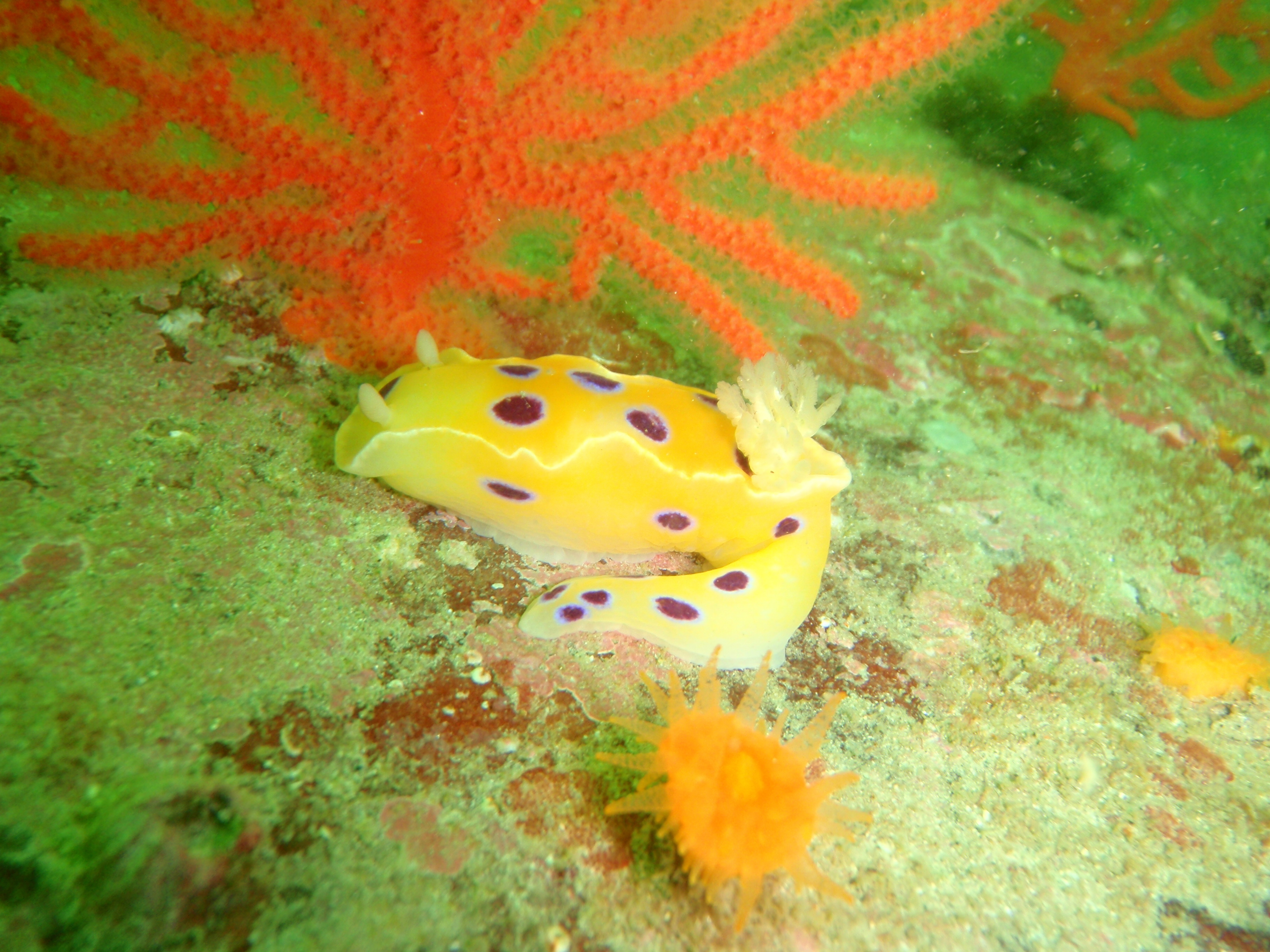
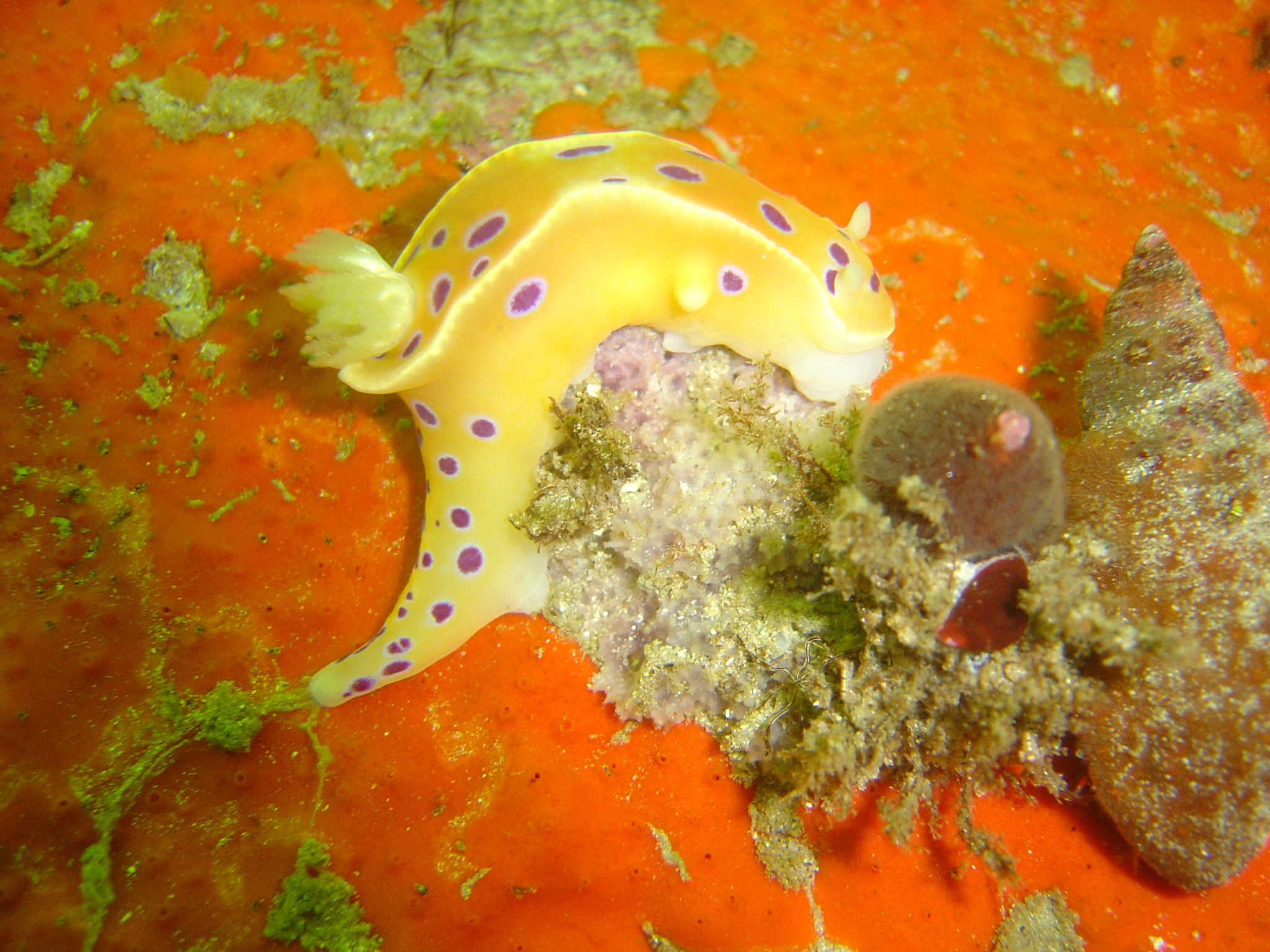

## Publication originale
- Gosliner, T. M. 1996. Phylogeny of Ceratosoma (Nudibranchia: Chromodorididae), with descriptions of two new species. Proceedings of the California Academy of Sciences, 49(3): 115-126. (BHL)

## Taxonomie
Cette espèce a été décrite et nommée par le zoologiste Terrence M. Gosliner en 1996.

## Étymologie
L’épithète ingozi a été choisi en référence au lieu de découverte de cette espèce, Danger Point (Walker Bay, Afrique du Sud), le mot ingozi signifiant danger en langue xhosa.

## Espèce similaire
Ceratosoma ingozi est similaire à Ceratosoma amoenum. Les deux espèces ne présentent pas de protubérance glandulaire postérieure ni d'extension latérale ou d'ondulation de la marge du manteau. Cependant, Ceratosoma amoenum présente des taches orange en plus des taches rougeâtres.